# Sardes
Sardes sau Sardis (în greacă Σάρδεις) a fost capitala regatului Lidia din Asia Mică, în Turcia de astăzi. A prosperat sub imperiile roman și persan fiind capitală de provincie romană, respectiv satrapie.
Orașul era situat pe râul Hermos (greacă Ἕρμος, astăzi râul Gediz), unul dintre principalele râuri al Lidiei. 

## Istoric

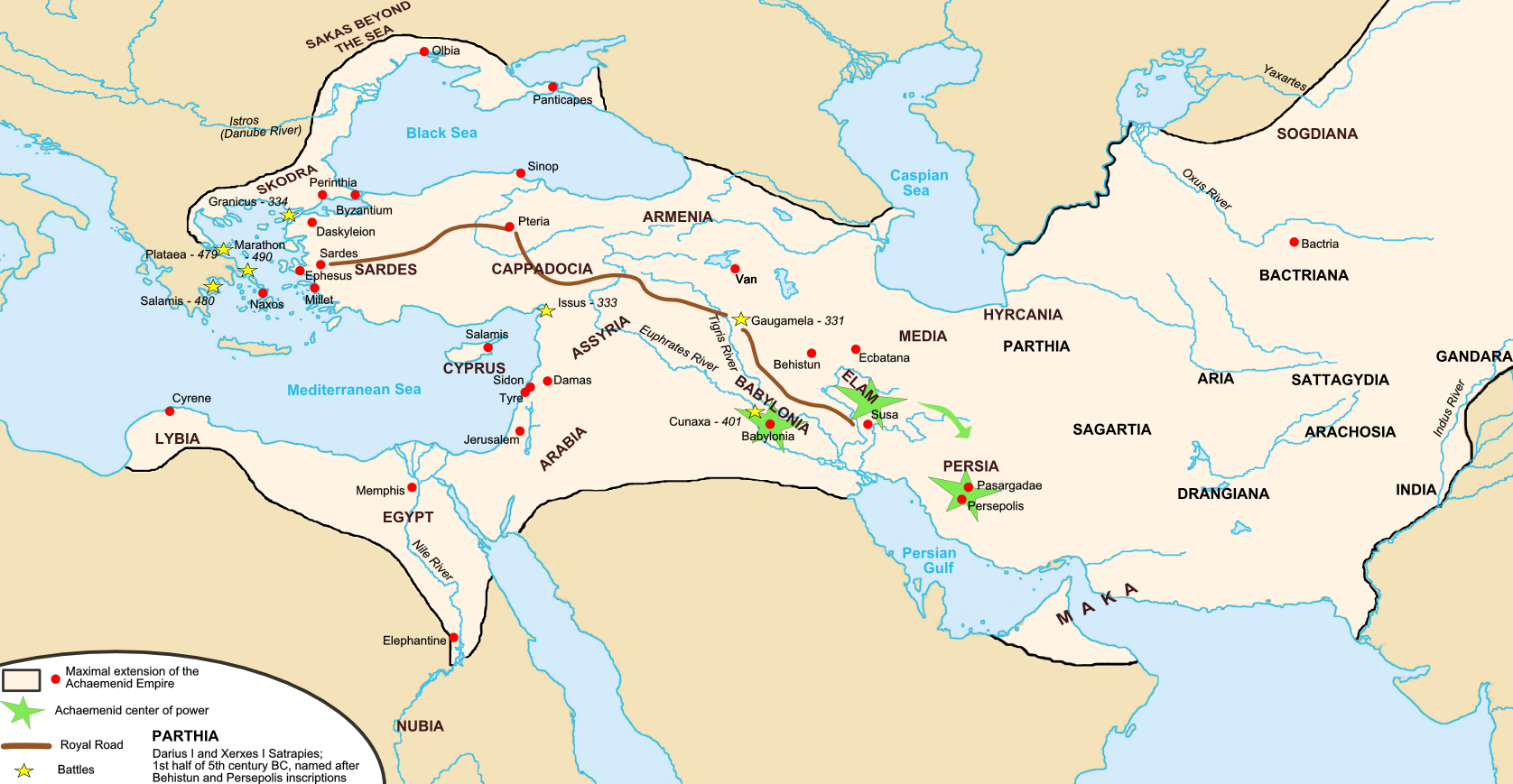
Calea regală, drum ce lega Sardes de Susa

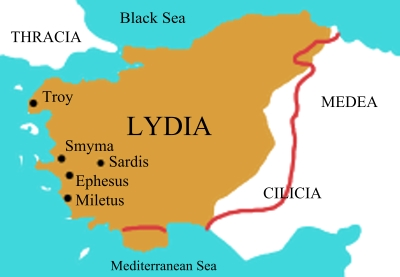
Sardes, capitala Lidiei

Sardis a fost capitala regatului antic, Lidia, cu o influență majoră sub dinastia lidiană Mermnadae. La mijlocul secolului a VII-lea î.Hr., cimerienii
atacă Lidia și îi incendiază capitala. Cirus cel Mare asediază și cucerește orașul Sardes, transformându-l în reședința satrapiei Lidiei.
Între Sardes și Susa se afla Calea Regală cu o lungime de peste 2.600 km, o importantă rută comercială. În 498 î.Hr., în timpul revoltelor ioniene, orașul este incendiat de către atenieni. În 490 î.Hr., Sardes a fost punctul de plecare a lui Xenofon și a celor 10.000 de soldați care au dorit încoronarea lui Cirus cel Tânăr și detronarea lui Artaxerxes II ca împărat Ahemenid.
Alexandru Macedon ocupă orașul incluzăndu-l în imperiul său.În 282 î.Hr., Sardes se numără printre orașele regatului de Pergam al dinastiei Attalide, iar din secolul I î.Hr. intră în componența Republicii Romane.
În 17 d.Hr. orașul a fost reconstruit după ce un cutremur a devastat toată provincia Asia. În secolul al XI-lea se poartă lupte între bizantini și turcii selgiucizi, unde Imperiul Bizantin iese învingător, păstrând regiunea.
Când Constantinopolul este cucerit de cruciații Cruciadei a patra, Sardes intră în posesia Imperiului de la Niceea.
În 1261, când Constantinopolul redevine capitala bizantinilor, Sardes intră în declin, deoarece musulmanii jefuiesc și conduc provizoriu Asia Minor.
În 1402 orașul Sardes a fost distrus și incendiat de Timur Lenk.

## Personalități
- Melito din Sardes (d. 180), episcop și scriitor bisericesc

## Galerie de imagini

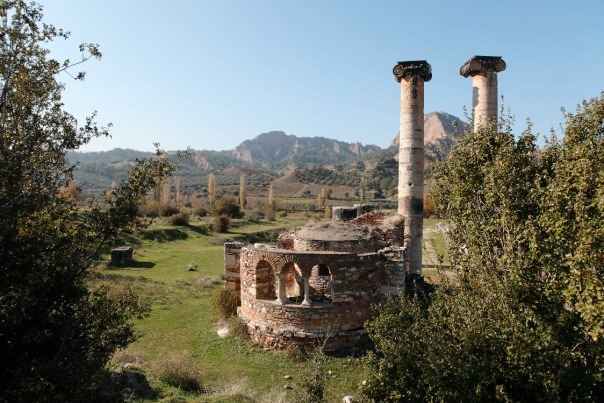
Templul lui Artemis din Sardes
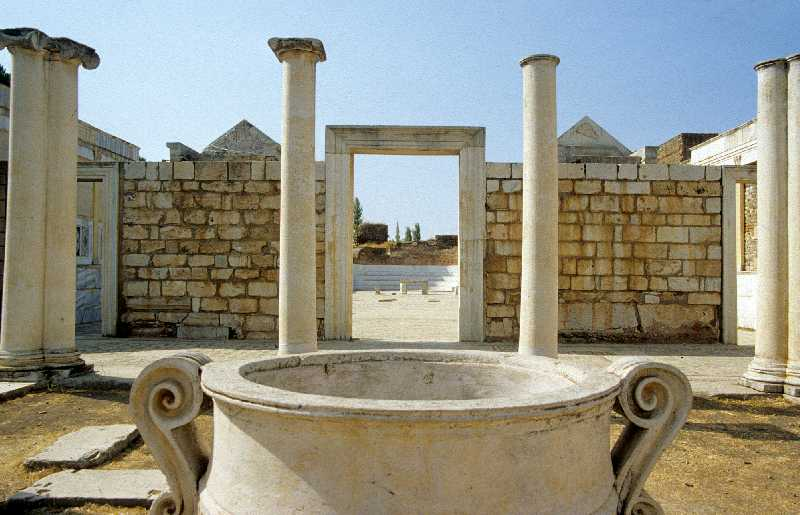
Sinagoga din Sardes